# Maggie Peren
 (juin 2023).
Maggie Peren (née le 7 mai 1974 à Heidelberg) est une réalisatrice, scénariste et actrice allemande.

## Biographie
Maggie Peren grandit à Stuttgart et part en Angleterre en 1993, où elle commence à étudier à l'école d'art dramatique de Manchester. En 1996, elle étudie la littérature à l'université Louis-et-Maximilien de Munich. À la fin des années 1990, Peren commence à travailler comme scénariste et actrice. Elle fait ses débuts d'actrice en 1998 dans Im Auftrag des Herrn de Dennis Gansel.
Son premier scénario en 2000 est Das Phantom, un téléfilm réalisé par Dennis Gansel, écrit avec lui. Leur collaboration pour Napola – Elite für den Führer est récompensée d'un Deutscher Filmpreis en 2004.
Maggie Peren est une membre fondatrice de la Deutsche Filmakademie en 2003.

## Filmographie

### En tant que réalisatrice
- 2005 : Hypochonder (court métrage)
- 2007 : Stellungswechsel (de)
- 2011 : La Couleur de l'océan
- 2020 : Un mariage sans fin (de)
- 2022 : Le Faussaire (de)

### En tant que scénariste
- 2000 : Das Phantom (de) (TV)
- 2000 : Oublie l'Amérique
- 2001 : Sind denn alle netten Männer schwul? (TV)
- 2001 : Girls and Sex
- 2001 : Gott ist ein toter Fisch
- 2002 : Kiss and Run
- 2003 : Ganz und gar
- 2004 : Meine Eltern
- 2004 : Girls and Sex 2
- 2004 : Napola – Elite für den Führer
- 2004 : Wie Schnee hinter Glas
- 2004 : Kurz – Der Film (de)
- 2005 : Liebes Spiel
- 2005 : Hypochonder
- 2007 : Hände weg von Mississippi (de)
- 2007 : Stellungswechsel (de)
- 2008 : Der zweite Bruder
- 2008 : Mes copines et moi
- 2009 : Jedem das Seine
- 2010 : Mes copines et moi 2
- 2011 : La Couleur de l'océan
- 2014 : Nocebo
- 2017 : Dieses bescheuerte Herz
- 2020 : Un mariage sans fin (de)

### En tant qu'actrice
- 1998 : Im Auftrag des Herrn
- 1999 : Ein Mann für gewisse Sekunden
- 2001 : Girls and Sex
- 2001 : Gott ist ein toter Fisch
- 2002 : Kiss and Run
- 2003 : Ganz und gar
- 2003 : Der gläserne Blick
- 2004 : Italiener und andere Süßigkeiten (de) (TV)
- 2004 : Engelchen flieg (de) (TV)
- 2004 : Nicht meine Hochzeit
- 2005 : Liebes Spiel
- 2005 : Princes(s)
- 2006 : Leon & Lara (TV)

## Crédit d'auteurs
- (de) Cet article est partiellement ou en totalité issu de l’article de Wikipédia en allemand intitulé « Maggie Peren » (voir la liste des auteurs).